# Sidney Green
Sidney Green (nacido el 4 de enero de 1961 en Brooklyn, Nueva York) es un exjugador y entrenador de baloncesto estadounidense que jugó durante 10 temporadas en la NBA. Con sus 2,06 metros de altura, lo hacía en la posición de ala-pívot. Su hijo, Taurean Green, fue dos veces campeón de la NCAA con la Universidad de Florida. 

## Trayectoria deportiva

### Universidad
Jugó durante 4 temporadas con los Rebels de la Universidad Nevada-Las Vegas, en los que promedió 17,4 puntos y 10,7 rebotes por partido.

### Profesional
Fue elegido en el quinto puesto del Draft de la NBA de 1983 por Chicago Bulls, equipo en el que jugó durante 3 temporadas, no siendo hasta la última de ellas cuando se ganara el puesto de titular, jugando además su mejor campaña de toda  su carrera, tras promediar 13,5 puntos y 5,2 rebotes por partido. A partir de ese momento fue en declive, pasando por varios equipos de la liga: Detroit Pistons, New York Knicks, Orlando Magic, San Antonio Spurs y Charlotte Hornets, donde se retiró en 1993 con 32 años.
En sus diez temporadas como profesional consiguió promediar 7,5 puntos y 6,1 rebotes por partido.